# Ха-Меири, Моше
Моше Ха-Меири (Островский) ( 29 сентября 1886, Пинск — 13 июня 1947, Иерусалим ) — израильский раввин, педагог, общественный деятель и деятель Мизрахи (движение).

## Биография
Моше Островский родился в местечке Карлин (теперь — район Пинска ) в семье потомственного раввина Меира-Нахмана Островского и Хаи Мунвейс. Учился в Талмуд-торе в Пинске. После эмиграции в Эрец-Исраэль в 1897 году продолжил своё обучение в иешиве «Торат Хаим» в Иерусалиме. Получил звание раввина.
С 1912 года раввин поселения Экрон. Работал учителем в Петах-Тикве, затем до конца жизни преподавал Талмуд в учительской семинарии в Иерусалиме. Принимал активное участие в движении «Мизрахи». В 1919 году был среди организаторов религиозной школьной системы в Эрец-Исраэль. С момента создания Ваада Леуми возглавлял отдел религиозных общин Эрец-Исраэль, в том же году получил должность заместителя исполнительного комитета организации. Вложил много труда в организации Верховного раввината в Эрец-Исраэль. Был одним из основателей квартала Кирьят-Моше в Иерусалиме.
Автор книг Введение в Талмуд» (1935), «Организация еврейского ишува в Эрец-Исраэль» (1942) и учебника для школ и учительских семинарий «История „Мизрахи“ в Эрец-Исраэль» (1944).